# Cyrtophleba coquilletti
Cyrtophleba coquilletti är en tvåvingeart som beskrevs av Aldrich 1926. Cyrtophleba coquilletti ingår i släktet Cyrtophleba och familjen parasitflugor. Inga underarter finns listade i Catalogue of Life.